# Туймино (Липовское сельское поселение)
Туймино — деревня в Вельском районе Архангельской области. Входит в состав муниципального образования «Липовское».

## География
Деревня расположена в 107 километрах на северо-запад от Вельска, на правом берегу реки Пуя, притока Ваги. Ближайшие населённые пункты: на северо-западе деревня Михайловка.
Часовой пояс
Туймино, как и вся Архангельская область, находится в часовой зоне МСК (московское время). Смещение применяемого времени относительно UTC составляет +3:00.

## Население
| 2002 | 2010 | 2012 | 2014 |
| ---- | ---- | ---- | ---- |
| 11   | ↘5   | ↗6   | ↘3   |

## История
Указана в «Списке населённых мест по сведениям 1859 года» в составе Шенкурского уезда Архангельской губернии под номером «2114» как «Туйлинская (Туйминская)». Насчитывала 5 дворов, 23 жителя мужского пола и 24 женского.
В «Списке населенных мест Архангельской губернии на 1 мая 1922 года» в деревне уже 23 двора, 49 мужчин и 68 женщин.

## Инфраструктура
В 0,8 километрах от деревни проходит автодорога «Долматово — Няндома — Каргополь» (Р2).